# Первомайский (Селивановский район)
Первомайский — посёлок в Селивановском районе Владимирской области России, входит в состав Малышевского сельского поселения.

## География
Посёлок расположен в 15 км на юго-запад от центра поселения села Малышево и в 41 км на юго-запад от райцентра рабочего посёлка Красная Горбатка.

## История
Населённый пункт возник в 1831 году в связи с основанием Ново-Федоровского стеклянного завода.
В конце XIX — начале XX века посёлок назывался Ново-Федоровский завод и входил в состав Крюковской волости Меленковского уезда, с 1926 года — в составе Бутылицкой волости Муромского уезда. В 1859 году в посёлке числилось 24 двора, в 1905 году — 34 двора, в 1926 году — 86 дворов.
С 1929 года посёлок являлся центром Ново-Федоровского сельсовета Селивановского района, с 1954 года — центр Молотовского сельсовета, с 1958 года — центр Первомайского сельсовета, с 2005 года — в составе Малышевского сельского поселения.
В 1958 году посёлок имени Молотова был переименован в посёлок Первомайский.
До 2012 года в посёлке действовала Первомайская начальная общеобразовательная школа.

## Население
| 1859 | 1905 | 1926 | 2002 | 2010 | 2021 |
| ---- | ---- | ---- | ---- | ---- | ---- |
| 179  | ↗347 | ↗523 | ↘400 | ↘343 | ↘306 |

## Инфраструктура
В посёлке расположены Первомайская амбулатория, сельский клуб, отделение федеральной почтовой связи, операционная касса № 93/0115 Сбербанка России.